# Shidōin
Shidōin (jap. 指導員) ist eine japanische Anrede, die vor allem im Budō gebräuchlich ist. 

## Bedeutung
Das Wort bedeutet „Lehrer“ oder „Ausbilder“ und wird für gewöhnlich gebraucht, um einen offiziellen, weniger erfahrenen Lehrer innerhalb einer Institution zu kennzeichnen. Weitere Bedeutungen von Shidōin sind Leiter, Führer, Vorbild.

## Herkunft
Das Wort wird von Shidou (suru) 指導 (する)  hergeleitet. Es setzt sich zusammen aus yubi 指 was Finger bzw. als Verb sasu 指す zeigen bedeutet. Michibiku 導 heißt Führen. Was zusammen Unterweiser, Leiter und Führer bzw. die jeweilige Verbform bedeutet.
Shido steht auch für Ritterlichkeit, der Ehrenkodex der Samurai.

## Verwendung
Ein sehr erfahrener Lehrer würde den Titel Shihan tragen. Die Stufe unterhalb des Shidoin ist der Fuku Shidōin, was einen assistierenden Lehrer kennzeichnet.
Verschiedene Budō und Verbände haben unterschiedliche Voraussetzungen für den Gebrauch dieser Anrede, im Allgemeinen bezieht sie sich jedoch auf den 4. oder 5. Dan. Diese Anredeformen sind jedoch häufig losgelöst von den Dan-Graden und um einiges spezifischer als das allgemeinere „Sensei“.
Die Anreden Fuku Shidōin, Shidōin und Shihan sind in etwa gleichzusetzen mit den Anreden Renshi, Kyoshi und Hanshi, welche häufig in anderen Budō verwendet werden.
Der Aikikai-Stil des Aikido übernahm dieses Kennzeichnungssystem für Lehrer in den 1970er Jahren, etwa zur Gründungszeit der International Aikido Federation.